# 済州左氏
済州左氏（チェジュジャし、朝鮮語: 제주좌씨）は、朝鮮の氏族の一つ。本貫は済州特別自治道である。2015年調査では、55人である（同系列の清州左氏は3,280人）。

## 起源
左氏は、中国魯の政治家である左丘明にルーツを持つ。

## 歴史
始祖左亨蘇は元の天官侍郎で、高麗忠烈王初期の1270年に耽羅の牧馬場の監牧官に赴任して、済州島に定着したのが始まりと伝えられている。済州島のポニー（済州馬）はこの時に左亨蘇が連れてきたモウコウマの子孫である。左氏は左亨蘇の遺言通り、先祖累代の地中国山東省の青州を本貫にしていたが、1922年の朝鮮戸籍令により、青州という地が韓国にないため、音が同じである清州に本貫を変更した。一方、代々暮らしてきた済州を本貫にした者もいた。
済州は耽羅総管部が廃止され、耽羅が高麗に返還後でも、牧胡の支配下にあったが、崔瑩将軍が1374年8月に牧胡の乱を鎮圧した後、高麗に再編入された。以後子孫代々受け継がれた監牧官を6世孫左漢棄の代になり、高麗に返納し、完全に帰化した。この際に左漢棄は居住していた旧左邑漢東里を離れ、翰京面頭毛里に移住した。

## 人物
高麗時代の左自以は高麗王妃の大病を全快させ、王から彼が住んでいた済州島旧左邑漢東里一帯の土地を授けられた。現在は左哥場と呼ばれる。 左任琯は日本統治時代に独学で医師試験に合格、左自以以来の人物として名声を高めた。朝鮮条嘉善大夫5人、通政大夫107人、武科11人が及第した。
- 左時祐：朝鮮末期の儒学‧抗日運動家。
- 左承喜：経済学者

## 集姓村
- 済州特別自治道済州市涯月邑錦城里、郭支里
- 済州特別自治道済州市翰京面
- 済州特別自治道西帰浦市大静邑摹瑟浦